# Austin Crute
Austin Crute (nacido el 24 de octubre de 1995) es un actor estadounidense mejor conocido por sus papeles en la serie de Netflix Daybreak y las películas Booksmart y They/Them.

## Biografía
Crute nació en una familia religiosa, hijo de un pastor en Norcross, Georgia. En 2011-2012, a los 15 años, Crute apareció como concursante del concurso de telerrealidad Majors & Minors y, posteriormente, del álbum musical que surgió del programa. Se graduó de la escuela secundaria de Greater Atlanta Christian School en 2014. Se graduó de la Universidad de Nueva York en 2018. Interpretó a Alan en la película coming-of-age de 2019, Booksmart, el debut como directora de Olivia Wilde, y a Wesley Fists en la serie posapocalíptica de Netflix, Daybreak. Anteriormente tuvo una aparición especial como "Black Justin Bieber" en un episodio de la serie de FX Atlanta.
Crute es abiertamente gay e interpretó personajes LGBTQ en Booksmart, Daybreak y They/Them.
Como artista discográfico, Crute ha lanzado el tema "Ungodly".

## Filmografía

### Películas
| Año  | Título                          | Papel  | Notas |
| ---- | ------------------------------- | ------ | ----- |
| 2019 | Booksmart                       | Alan   |       |
| 2022 | Honk for Jesus. Save Your Soul. | Khalil |       |
| 2022 | Tankhouse                       | Jack   |       |
| 2022 | They/Them                       | Toby   |       |
| 2024 | The Greatest Hits               | Morris | [ 9 ] |

### Televisión
| Año  | Título                  | Papel         | Notas                              |
| ---- | ----------------------- | ------------- | ---------------------------------- |
| 2016 | Atlanta                 | Justin Bieber | Episodio: "Nobody Beats the Biebs" |
| 2018 | Orange Is the New Black | Lamar         | Episodio: "Sh*tstorm Coming"       |
| 2019 | Daybreak                | Wesley Fists  | Protagonista                       |
| 2020 | Trinkets                | Marquise      | 3 episodios                        |
| 2021 | Call Your Mother        | Lane          | Protagonista                       |